# 1915 год в спорте
Список 1915 год в спорте перечисляет спортивные события, произошедшие в 1915 году.

## Россия
- Чемпионат России по конькобежному спорту 1915;

## Международные события
- Дальневосточные игры 1915;

### Футбол
- Финал Кубка Англии по футболу 1915;
- Футбольная лига Англии 1914/1915;
- Чемпионат Исландии по футболу 1915;
- Чемпионат Уругвая по футболу 1915;
- Созданы клубы:
  - АБС;
  - «Авенир»;
  - «Алекрин»;
  - «Америка» (Натал);
  - «Ваккер» (Инсбрук);
  - «Варзин»;
  - «Венус» (Бухарест);
  - «Кампиненсе»;
  - «Ландскруна»;
  - «Ланус»;
  - «Ливерпуль» (Монтевидео);
  - «Ливорно»;
  - «Мельгар»;
  - «Олария»;
  - «Скейд»;
  - «Тор»;